# Jozef Krivjančin
Jozef Krivjančin (* 8. října 1964) je bývalý slovenský fotbalista, obránce.

## Fotbalová kariéra
V československé lize hrál za ZVL Žilina, RH Cheb a SK Slavia Praha. Nastoupil v 56 ligových utkáních. Ve slovenské národní fotbalové lize hrál i za Chemlon Humenné

## Ligová bilance
| Ročník                                   | Zápasy | Góly | Klub         |
| ---------------------------------------- | ------ | ---- | ------------ |
| 1. československá fotbalová liga 1984/85 | 9      | 0    | ZVL Žilina   |
| 1. československá fotbalová liga 1986/87 | 20     | 0    | RH Cheb      |
| 1. československá fotbalová liga 1987/88 | 23     | 0    | RH Cheb      |
| 1. československá fotbalová liga 1990/91 | 2      | 0    | Slavia Praha |
| CELKEM                                   | 56     | 0    |              |